# Флаг Староджерелиевского сельского поселения
Флаг муниципального образования Староджерелиевское сельское поселение Красноармейского района Краснодарского края Российской Федерации — опознавательно-правовой знак, служащий официальным символом муниципального образования.
Флаг утверждён 16 апреля 2012 года и внесён в Государственный геральдический регистр Российской Федерации с присвоением регистрационного номера 7637.

## Описание
«Прямоугольное полотнище с отношением ширины к длине 2:3, воспроизводящее композицию герба Староджерелиевского сельского поселения Красноармейского района в зелёном, белом и жёлтом цветах».
Геральдическое описание герба гласит: «В зелёном поле вверху — золотой пламенеющий меч в столб с воздетыми серебряными крыльями, внизу — серебряный фонтан (в виде двух бьющих вверх и в стороны струй), в начале которого диск того же металла; и расходящиеся от диска вверх и в стороны метёлки риса, также серебряные; в сердце щита всё сопровождено золотым уширенным крестом».

## Обоснование символики
Флаг языком символов и аллегорий отражает исторические, культурные и экономические особенности сельского поселения.
Куренное селение Джерелиевское основано в 1794 году — одно из 38 куреней черноморских казаков переселённых на Кубань. В 1807 году Джерелиевский курень был переселён на современное место расположения станицы.
В 1809 году куренное селение было переименовано в Староджерелиевское, после того, как в низовьях реки Кирпили было образовано куренное селение Новоджерелиевское. В 1843 году курень преобразован в станицу.
Изображение бьющего фонтаном серебряного источника является гласным элементом флага (говорящем о наименовании поселения). В переводе с украинского — джерело — источник, родник.
Изображение источника также указывает на то, что Джерелиевский курень всегда располагался у чистых источников, как на Запорожье, так и на Кубани.
Зелёный цвет символизирует красоту природы, бескрайние степные просторы, жизнь и надежду.
Изображение уширенного креста аллегорически указывает неразрывную связь истории станицы с историей казачества. Крест данной формы был одним из элементов на значке казаков Джерелиевского куреня.
Изображение воздетых крыльев с пламенеющим мечом, является символом Архангела Михаила — святого покровителя станицы, в честь которого в станице была построена церковь.
Изображение метёлок риса указывает на то, что в настоящее время выращивание именно этой сельхозкультуры является доминирующей в хозяйствах поселения.
Белый цвет (серебро) — символ простоты, ясности, мудрости и мира.